# Electric Café (álbum de En Vogue)
Electric Café é o sétimo álbum de estúdio do grupo feminino de R&B estadunidense En Vogue, lançado mundialmente em 6 de abril de 2018. É o primeiro álbum de estúdio do grupo em quatorze anos, marcando seu primeiro lançamento completo através da eOne Music e da En Vogue Records. O trio trabalhou com Raphael Saadiq, Ne-Yo, Dem Jointz, Curtis "Sauce" Wilson, além dos colaboradores regulares Foster & McElroy na maior parte do álbum. O Electric Café teve um lançamento físico e digital em todo o mundo no via iTunes, Google Play, Amazon e Spotify. O álbum foi precedido pelo single promocional "Deja Vu", seguido pelo lançamento dos singles "I'm Good" e "Have a Seat", com Snoop Dogg e o primeiro single "Rocket". Em 10 de agosto de 2018, o segundo single oficial "Reach 4 Me" foi anunciado na página do grupo no Facebook.

## Antecedentes
Em 2009, os membros originais do En Vogue se reuniram e começaram sua En Vogue: 20th Anniversary Tour. Enquanto o quarteto original tocava várias datas especiais na América do Norte e o lançamento de novas músicas pela Movemakers Entertainment e Funkigirl, com sede em Los Angeles, foi anunciado. O grupo também apareceria no A&E Private Sessions, onde confirmou estar gravando um novo álbum de estúdio. Após sua turnê de reencontro no outono de 2011, Robinson decidiu não gravar o próximo álbum de estúdio depois de não concordar com os termos de negócios. Em 26 de setembro de 2011, Ellis, Jones e Herron lançaram um single intitulado "I'll Cry Later" de seu próximo álbum, que estava previsto para ser lançado em dezembro de 2011. Em maio de 2012, Jones também abandonou o grupo depois de não concordar com os termos de negócios envolvendo a En Vogue sendo assinada pela Rufftown Entertainment.
Em junho de 2012, Bennett voltou ao grupo e continuou a se apresentar durante toda a turnê. Em julho de 2014, o trio assinou com a Pyramid Records, e começou a filmar o filme musical de Natal Lifetime An En Vogue Christmas (2014), pelo qual gravaram as duas músicas originais "Emotions" e "A Thousand Times", além de uma regravação do clássico de natalino "O Holy Night", todos lançados mais tarde no iTunes. Também naquele ano, a banda anunciou que havia começado a trabalhar no Electric Café, seu primeiro álbum de inéditas desde Soul Flower. Em abril de 2015, o Rufftown lançou o extended play intitulado Rufftown Presents En Vogue, que continha quatro músicas gravadas pela formação de Herron/Ellis/Jones durante seu tempo com a gravadora (antes de 2012), incluindo o single "I'll Cry Later". Em 2016, Herron e Ellis fundaram a En Vogue Records e a banda assinou um contrato de distribuição com a eOne Music.

## Gravação
En Vogue começou a gravar material para o Electric Café em 2014. Inicialmente planejado como um disco de electronic dance music, o trio se reuniu com seus fundadores, Denzil Foster e Thomas McElroy, para compor o álbum. As sessões com a dupla foram realizadas nos estúdios da FM em Emeryville, Califórnia. Cada uma de suas faixas foi co-escrita por Bennett, Ellis e Herron. Com a gravação adiada várias vezes devido a turnês intensas e outros compositores e produtores como Dem Jointz, Modern Future, Kid Monroe, Raphael Saadiq e Taura Stinson, juntando-se ao projeto, começou a se transformar em um álbum de R&B contemporâneo e música pop. Enquanto Jointz e Stinson contribuem com duas faixas cada, Saadiq colaborou com a banda em sua música "I'm Good" durante as gravações nos Blakeslee Studios, em North Hollywood.

## Recepção da crítica
| Críticas profissionais | Críticas profissionais |
| Avaliações da crítica  | Avaliações da crítica  |
| Fonte                  | Avaliação              |
| ---------------------- | ---------------------- |
| AllMusic               | [ 18 ]                 |

O editor da AllMusic, Andy Kellman, deu ao Electric Café três e meia de cinco estrelas e chamou de "uma coleção caprichosa, mas surpreendentemente constante, de material que muda continuamente de época e estilo com energia positiva irradiando por todo o caminho".

## Lista de faixas
| Electric Café – Edição Padrão |                                |                                                                     |                                    |         |  |
| N.º                           | Título                         | Compositor(es)                                                      | Produtor(es)                       | Duração |  |
| 1.                            | "Blue Skies"                   | Rhona Bennett Terry Ellis Denzil Foster Cindy Herron Thomas McElroy | Foster & McElroy                   | 5:24    |  |
| 2.                            | "Deja Vu"                      | Bennett Ellis Foster Herron McElroy                                 | Foster & McElroy                   | 4:34    |  |
| 3.                            | "Rocket"                       | Ne-Yo Shaffer Smith Curtis Wilson                                   | Curtis "Sauce" Wilson              | 3:51    |  |
| 4.                            | "Reach 4 Me"                   | Dwayne Abernathy Isabella Peschardt                                 | Dem Jointz                         | 3:50    |  |
| 5.                            | "Electric Café"                | Bennett Ellis Foster Herron McElroy                                 | Foster & McElroy                   | 4:34    |  |
| 6.                            | "Life"                         | Bennett Ellis Foster Herron McElroy                                 | Foster & McElroy Modern Future [A] | 4:09    |  |
| 7.                            | "Love the Way"                 | Bennett Ellis Foster Herron McElroy                                 | Foster & McElroy Modern Future [A] | 3:48    |  |
| 8.                            | "Oceans Deep"                  | Abernathy Candice Pillay                                            | Dem Jointz Foster & McElroy [B]    | 3:18    |  |
| 9.                            | "Have a Seat" (com Snoop Dogg) | Kid Monroe Taura Stinson Calvin Broadus, Jr.                        | Monroe Stinson [C]                 | 3:49    |  |
| 10.                           | "I'm Good"                     | Raphael Saadiq Stinson                                              | Saadiq Stinson [C]                 | 4:05    |  |
| 11.                           | "So Serious"                   | Bennett Ellis Foster Herron McElroy                                 | Foster & McElroy                   | 4:46    |  |

| Electric Café – Edição de faixa bônus |                          |                    |         |  |
| N.º                                   | Título                   | Produtor(es)       | Duração |  |
| 12.                                   | "Have a Seat" (sem raps) | Monroe Stinson [C] | 3:33    |  |

| Electric Café – Edição japonesa |                 |              |         |  |
| N.º                             | Título          | Produtor(es) | Duração |  |
| 12.                             | "Luv My Thangz" |              | 3:11    |  |

Notas
- ↑[A]  denota co-produtor
- ↑[B]  denota produtor vocal
- ↑[C]  indica produtor adicional

## Créditos e pessoal
Créditos adaptados do AllMusic.
- Dwayne Abernathy – composição
- Rhona Bennett – composição
- Gerry Brown – mixagem
- Bobby Campbell – mixagem
- Kevin KD Davis – mixagem
- Dem Jointz – engenharia, produção
- Terry Ellis – composição, produção executiva
- Denzil Foster – composição, engenharia, produção executiva, produção, produção vocal
- Paul Grosso – direção de arte, design
- Koen Heldens – mixagem
- Cindy Herron – composição, produção executiva
- Hotae Alexander Jang – engenharia, produção vocal
- Diallobe Johnson – produção
- Thomas McElroy – composição, engenharia, produção executiva, produção, produção vocal
- Kid Monroe – composição, produção
- Jake Nochimow – produção
- Isabella Peschardt – composição
- Candice Pillay – composição
- Zachary Rubin Rattet – produção
- Steve Rusch – engineering
- Raphael Saadiq – composição, instrumentação, produção
- Shaffer Smith (Ne-Yo) – composição
- Snoop Dogg – vocais
- Taura Stinson – composição, produção, produção vocal
- Curtis "Sauce" Wilson – composição, engenharia, produção

## Desempenho nas tabelas musicais
| Tabela musical (2018)                         | Melhor posição |
| --------------------------------------------- | -------------- |
| Estados Unidos (Billboard Independent Albums) | 14             |
| Reino Unido (UK Independent Albums Chart)     | 47             |

## Histórico de lançamento
| Região       | Data               | Formato             | Gravadora     | Ref   |
| ------------ | ------------------ | ------------------- | ------------- | ----- |
| Mundialmente | 6 de abril de 2018 | Download digital CD | En Vogue eOne | [ 1 ] |